# ベンジャミン・キュビット
ベンジャミン・キュビット（Benjamin Cubitt 1795年–1848年1月12日）は、イギリスの蒸気機関車技術者であり、グレート・ノーザン鉄道 (GNR) の機械技師長 (Chief Mechanical Engineer, CME) まで昇りつめた。

## 概要
1875年にノーフォークで生まれた。キュビットの父と叔父は土木技術者だった。1844年5月3日にロンドン&ヨーク鉄道が開通して1846年6月にグレート・ノーザン鉄道の許可が下りた。
1848年1月に53歳で事務所で死去した。彼は70両の車輪配置 2-2-2の機関車を発注した。それらは1850年以降納入された。

## 参照情報
1. ↑  Benjamin Cubitt
2. ↑  BENJAMIN CUBITT (1846 – 1848)
3. ↑  Tony Vernon (2011年). Archibald Sturrock: Pioneer Locomotive Engineer. The History Press. pp. 46. ISBN 9780752472102